# Condé Nast Publications
Condé Nast Publications is een uitgeverij van tijdschriften die wereldwijd opereert.
Haar belangrijkste kantoren staan in Londen, New York, Sydney, Parijs, Tokio en Milaan. Condé Nast is vooral bekend geworden vanwege het creëren van de nu wereldwijd gebruikte marktstrategie waarbij een tijdschrift zich concentreert op een klasse of interessegebied, inmiddels bekend als 'lifestyle-tijdschriften'. Veel van de tijdschriften van Condé Nast richten zich op mode, maar ook reizen, voeding, wonen, cultuur en andere interessegebieden komen aan bod.
Condé Nast is de belangrijkste huurder van One World Trade Center.